# Ròcafuèlh
Ròcafuèlh (francès Roquefeuil) és un municipi francès situat al departament de l'Aude i a la regió d'Occitània. D'aquí prové la important família Ròcafuèlh, catalanitzada Rocafull i afrancesada Roquefeuil.